# Heliga Trefaldighets kyrka, Kristianstad
Heliga Trefaldighets kyrka i Kristianstad ligger mittemot järnvägsstationen i centrum. Den tillhör Heliga Trefaldighets församling i Lunds stift.

## Kyrkobyggnaden
Kyrkan byggdes på uppdrag av kung Kristian IV av Danmark 1618-28. Biskop Mads Jensen Medelfar från Lund invigde kyrkan på Heliga Trefaldighets dag, 8 juli 1628. Arkitekt var holländaren Lorenz van Steenwinckel.
Steenwinckel ritade även kyrkans altare som 1625 fraktades med båt och pråm till Kristianstad från Amsterdam. Även Steenwinkels yngre bror, Hans van Steenwinkel, var delaktig i arbetet med kyrkan, i synnerhet efter den förres död.
Kyrkans altartavla har en inskrift på renässanslatin som lyder:
DOMINUS NOSTER JESUS CHRISTUS IN EA NOCTE QUA TRADITUS EST ACCEPIT PANEM ET POSTQUAM GRATIAS EGISSET FREGIT AC DEDIT DISCIPULIS SUIS DICENS ACCIPITE COMEDITE HOC EST CORPUS MEUM QUOD PRO VOBIS DATUR HOC FACITE IN MEI COMMEMORATIONEM SIMILITER ET POSTQUAM QOE NAVIT ACCEPTO CALICE CUM GRATIAS EGISSET DEDIT ILLIS DICENS BIBITE EX HOC OMNES HIC CALIX NOVUM TESTAMENTUM EST IN MEO SANGUINE QUI PRO VOBIS EFFUNDITUR IN REMISSIONEM PECCATORUM HOC FACITE QUOTIES CUNQUE BEBERITIS IN MEI COMMEMORATIONEM
Detta är ett utdrag ur Bibeln, Lukasevangeliet, Den sista måltiden; Luk 21:19-21
Kyrkan är stor och ljus och har kallats Nordeuropas vackraste renässanskyrka. På grund av brist på pengar blev till en början kyrktornet bara ca 26 meter högt, bara drygt 2 meter högre än kyrkans takås. 13 november 1866 stod dock det nuvarande tornet färdigt enligt ritningar av J.A. Haverman, Överintendentsämbetet. Finansieringen av tillbyggnaden skedde genom att kyrkans gamla blytak såldes samtidigt som det ersattes med skiffer. Bly hade ett högt pris vid denna tid till följd av Krimkriget.
Både inuti och utanför kyrkan sitter minnesmärken från dess historia i form av gravstenar, plaketter och epitafier. Inne i kyrkan ligger den danske kungen Kristian IV:s dotter, Hedevig, begraven tillsammans med sin man generalen Ebbe Ulfeldt. För att få förmånen att bli begraven inne i kyrkan bekostade Ulfeldt den praktfulla ljuskronan, som finns mitt i kyrkan. 
I taket på predikstolens baldakin finns det heliga gudsnamnet JHWH med hebreiska bokstäver, som uttalas Jahve eller Jehova på svenska (se bild nedan). Även på en gravsten inne i kyrkan finns gudsnamnet JHWH med hebreiska bokstäver (se bild nedan) 
I tornet hänger 3 klockor. Den stora är gjuten av M&E Ohlsson den 3 juni 1928 och väger ca 2500 kg. Den var en gåva till kyrkan från församlingsmedlemmar till kyrkans 300-årsdag. Detta står i en inskrift på klockan. Mellanklockan är gjuten av Abraham Palmberg i Kristianstad år 1684 och väger ca 1300 kg. Lilla klockan göts också av Abraham Palmberg samma år, men göts om av M&E Ohlsson år 1956. Den väger ca 750 kg. De 2 mindre klockorna hänger på raka klockstockar medan den största har vinklad klockstock med motbalanserad kläpp. 
Kyrkan uppfördes på den gamla Allöns högsta punkt, ca 4,5 meter över havet.

## Orglar

### Läktarorgel – Johan Lorentz 1619–1630
Kung Kristian IV upprättade ett kontrakt för byggandet av läktarorgelns själva orgelverk 1619 med den välkände orgelbyggaren Johan Lorentz d.ä. 1620 upprättades ett nytt kontrakt där Lorentz också fick ansvar för byggandet och utsmyckningen av orgelhuset och läktaren. Arbetet med orgeln drog ut på tiden på grund av krig och politisk oro och den stod färdig först 1630. Den ursprungliga dispositionen av orgeln finns inte dokumenterad men den disposition som orgelbyggaren Hans Henrich Cahman beskriver i ett besiktningsprotokoll från 1680 antas vara den ursprungliga.
Ursprunglig disposition enl. Cahman:
| Manualverk           | Ryggpositiv     | Pedal         |
| Principal 16'        | Principal 8'    | Untersatz 16' |
| Spielepfeife 8'      | Gedakt 8'       | Octava 8'     |
| Octava 8'            | Octava 4'       | Gedakt 8'     |
| Gedakt 8'            | Quintadena 4'   | Quintadena 8' |
| Roerpfeife 4'        | Super octava 2' | Octava 4'     |
| Spitzpfeife 4'       | Mixtur 3 f.     | Pousan 16'    |
| Octava 4'            | Trumpet 8'      | Trumpet 8'    |
| Super octava 2'      | Regal 4'        | Schalmey 4'   |
| Spitze quinta 1 1/2' |                 |               |
| Mixtur 6 f.          |                 |               |
| Scharff 3 f.         |                 |               |
| Basspfeif 8'         |                 |               |

- 1891 byggde Åkerman & Lund, Stockholm en orgel med 31 stämmor. Pipverket placerades bakom fasaden och det ursprungliga ryggpositivet gjordes då stumt.[2]

| Manual I                | Manual II           | Pedal          |
| Principal 16'           | Borduna 16'         | Principal 16'  |
| Principal 8'            | Principal 8'        | Subbas 16'     |
| Gamba 8'                | Salicional 8'       | Quintfleut 12' |
| Flûte harmonique 8'     | Violin 8'           | Oktava 8'      |
| Hohlfleut 8'            | Rörfleut 8'         | Violoncello 8' |
| Quintfleut 6'           | Flûte octaviante 4' | Octava 4'      |
| Octava 4'               | Fugara 4'           | Basun 16'      |
| Rörfleut 4'             | Waldflöjt 2'        | Trompet 8'     |
| Octava 2'               | Euphone 8'          | Klairon 4'     |
| Cornett V               | Corno 8'            |                |
| Trumpet 16'             |                     |                |
| Trompette harmonique 8' |                     |                |

I anslutning till kyrkans 300-årsjubileum utbyggdes orgeln 1928 till 53 stämmor av Åkerman & Lund. Orgeln blev då pneumatisk.
| Manual I      | Manual II           | Manual III       | Pedal         | Fjärrverk         |
| Principal 16' | Borduna 16'         | Gedackt 16'      | Principal 16' | Prestant 8'       |
| Principal 8'  | Principal 8'        | Basetthorn 8'    | Subbas 16'    | Cremona 8'        |
| Gamba 8'      | Kvintadena 8'       | Violin 8'        | Violon 16'    | Flauto amabile 8' |
| Hålflöjt 8'   | Fugara 8'           | Salicional 8'    | Ekobas 16'    | Unda maris 8'     |
| Borduna 8'    | Dolce 8'            | Voix coeleste 8' | Kvinta 12'    | Fjärrflöjt 4'     |
| Oktava 4'     | Flûte harmonique 8' | Rörflöjt 8'      | Oktavbas 8'   | Piccola 2'        |
| Octava 2'     | Gedackt 8'          | Fugara 4'        | Violoncell 8' | Vox humana 8'     |
| Kornett V     | Flûte octaviante 4' | Ekoflöjt 4'      | Oktava 4'     |                   |
| Mixtur III    | Rörflöjt 4'         | Waldflöjt 2'     | Basun 16'     |                   |
| Trumpet 16'   | Kvinta 2⅔'          | Oboe 8'          | Trumpet 8'    |                   |
| Trumpet 8'    | Flageolet 2'        | Euphone 8'       | Clairon 4'    |                   |
|               | Klarinett 8'        |                  |               |                   |
|               | Corno 8'            |                  |               |                   |

- Den nuvarande orgeln byggdes 1961 av Th Frobenius & Co, Lyngby, Danmark och är en mekanisk orgel. Fasad och ljudande fasadpipor är från 1632 års orgel.

| Ryggpositiv I | Huvudverk II    | Svällverk III     | Bröstverk IV      | Pedal            | Koppel |
| Principal 8'  | Principal 16'   | Koppelflöjt 8'    | Träkvintadena 8'  | Principal 16'    | I/P    |
| Gedackt 8'    | Oktava 8'       | Spetsgamba 8'     | Rörflöjt 4'       | Untersatz 16'    | II/P   |
| Oktava 4'     | Spillflöjt 8'   | Principal 4'      | Principal 2'      | Oktava 8'        | III/P  |
| Spetsflöjt 4' | Oktava 4'       | Blockflöjt 4'     | Spetskvint 1 1/3' | Gedacktpommer 8' | I/II   |
| Svegel 2'     | Hålflöjt 4'     | Rörkvint 2 2/3'   | Oktava 1'         | Gemshorn 4'      | III/II |
| Kvinta 1 1/3' | Oktava 2'       | Waldflöjt 2'      | Harfenregal 8'    | Nachthorn 2'     |        |
| Scharf IV     | Sesquialtera II | Ters 1 3/5'       |                   | Rauschpfeife V   |        |
| Krumhorn 8'   | Mixtur VI       | Mixtur V          |                   | Fagott 32'       |        |
|               | Trumpet 8'      | Cimbel III        |                   | Basun 16'        |        |
|               |                 | Dulcian 16'       |                   | Trumpet 8'       |        |
|               |                 | Skalmeja 8'       |                   | Regal 4'         |        |
|               |                 | Clarino 4'        |                   | Cornett 2'       |        |
|               |                 | Crescendosvällare |                   |                  |        |

## Galleri

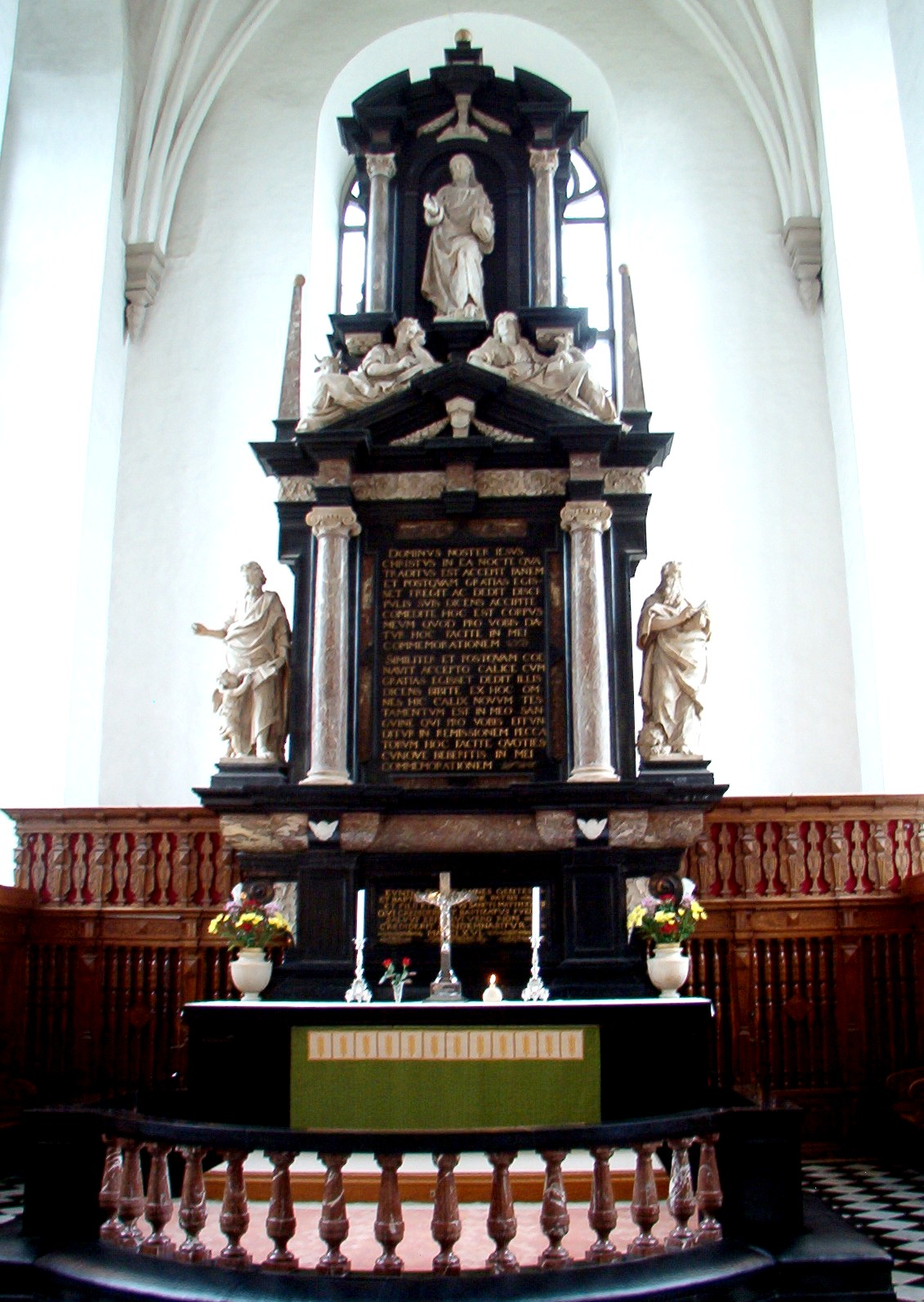
Huvudaltare
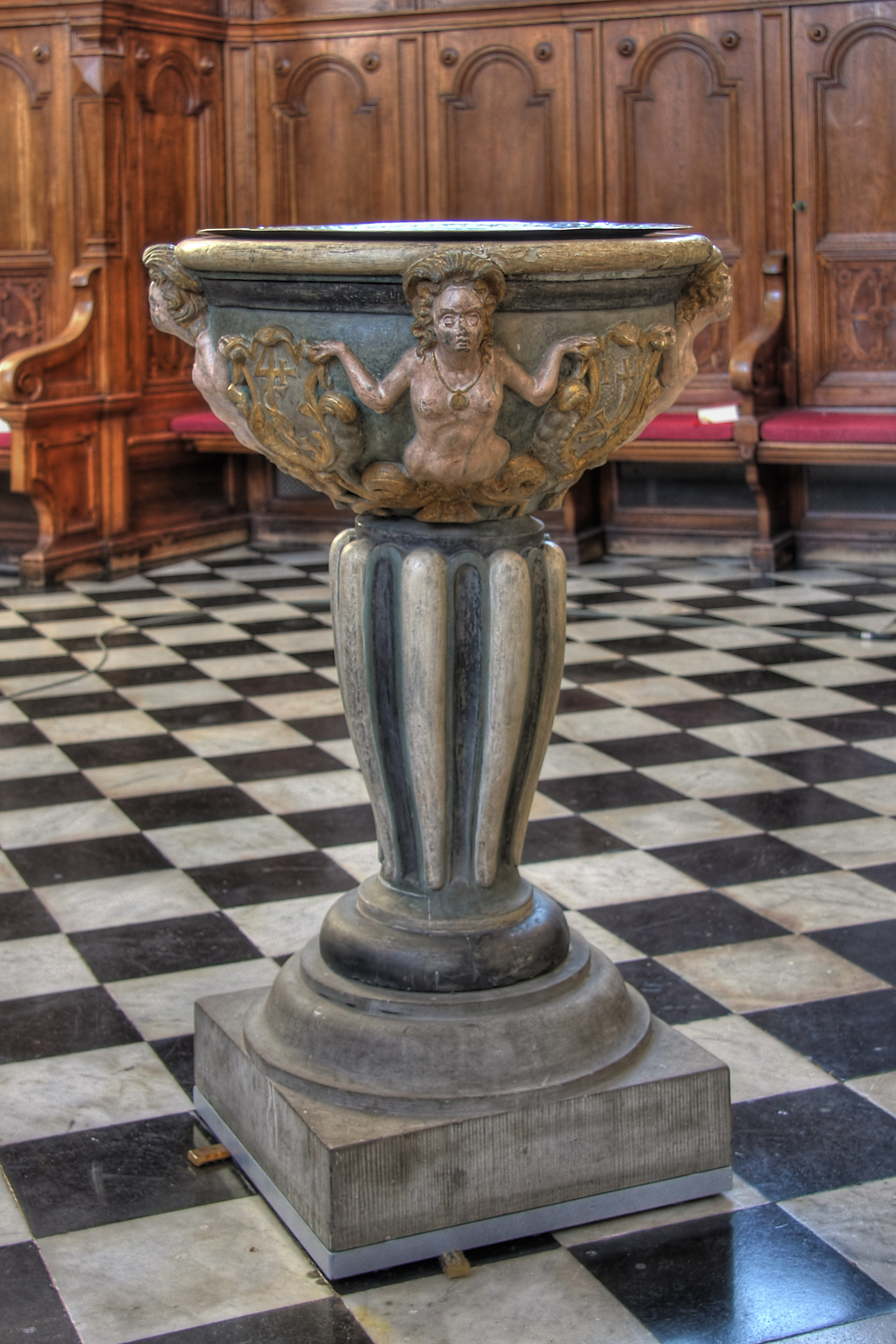
Dopfunt
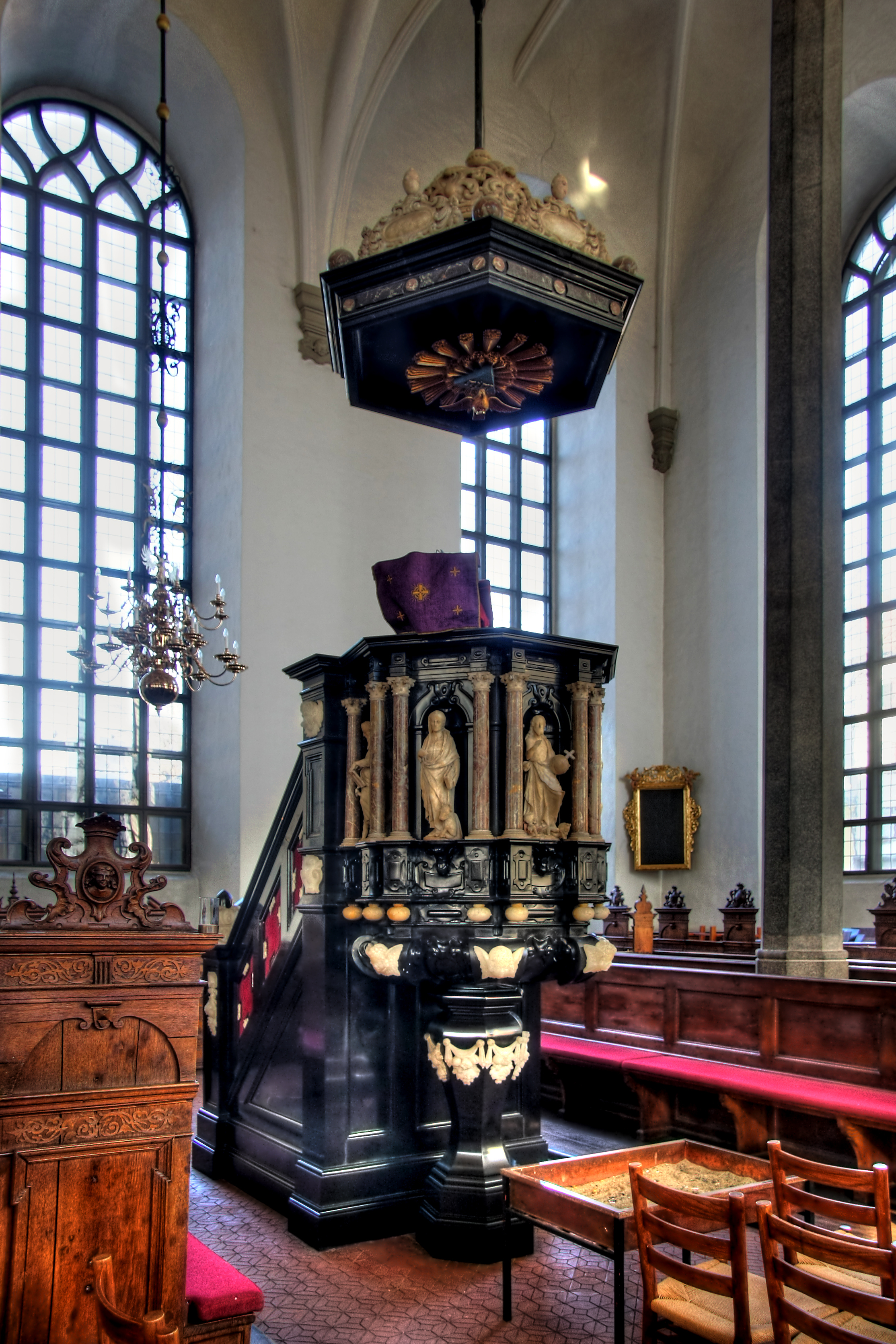
Predikstol
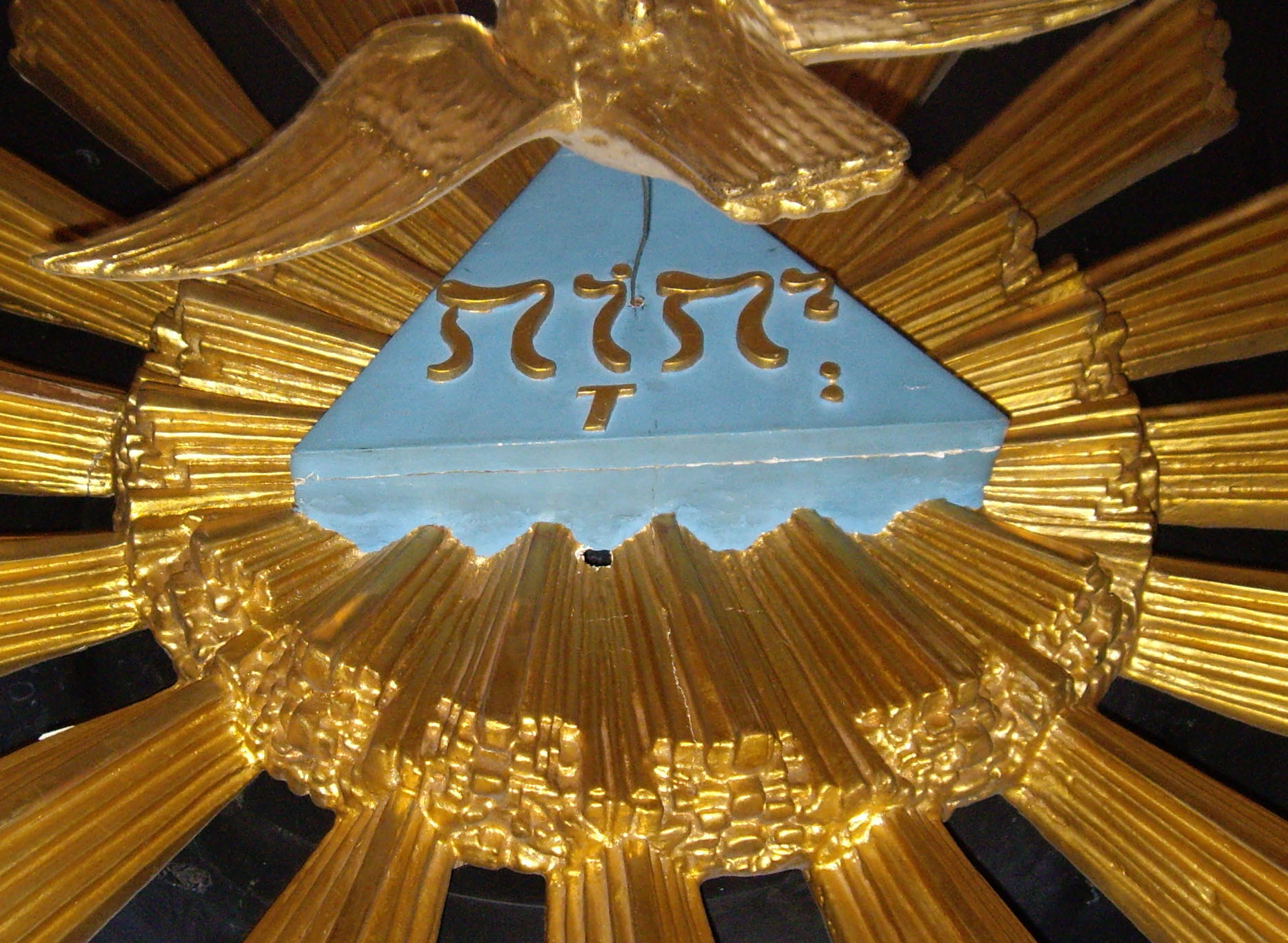
Predikstolens tak
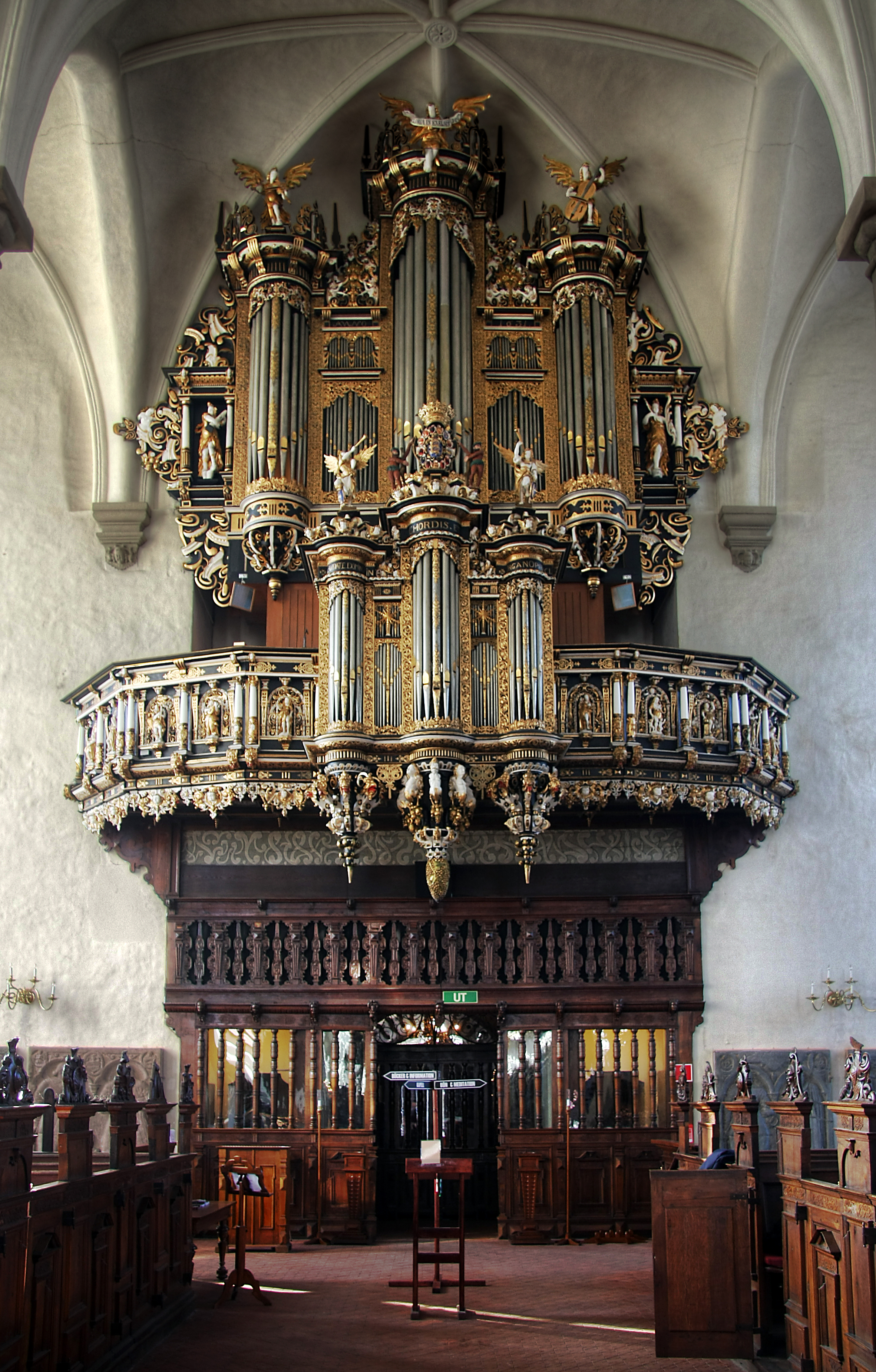
Orgel
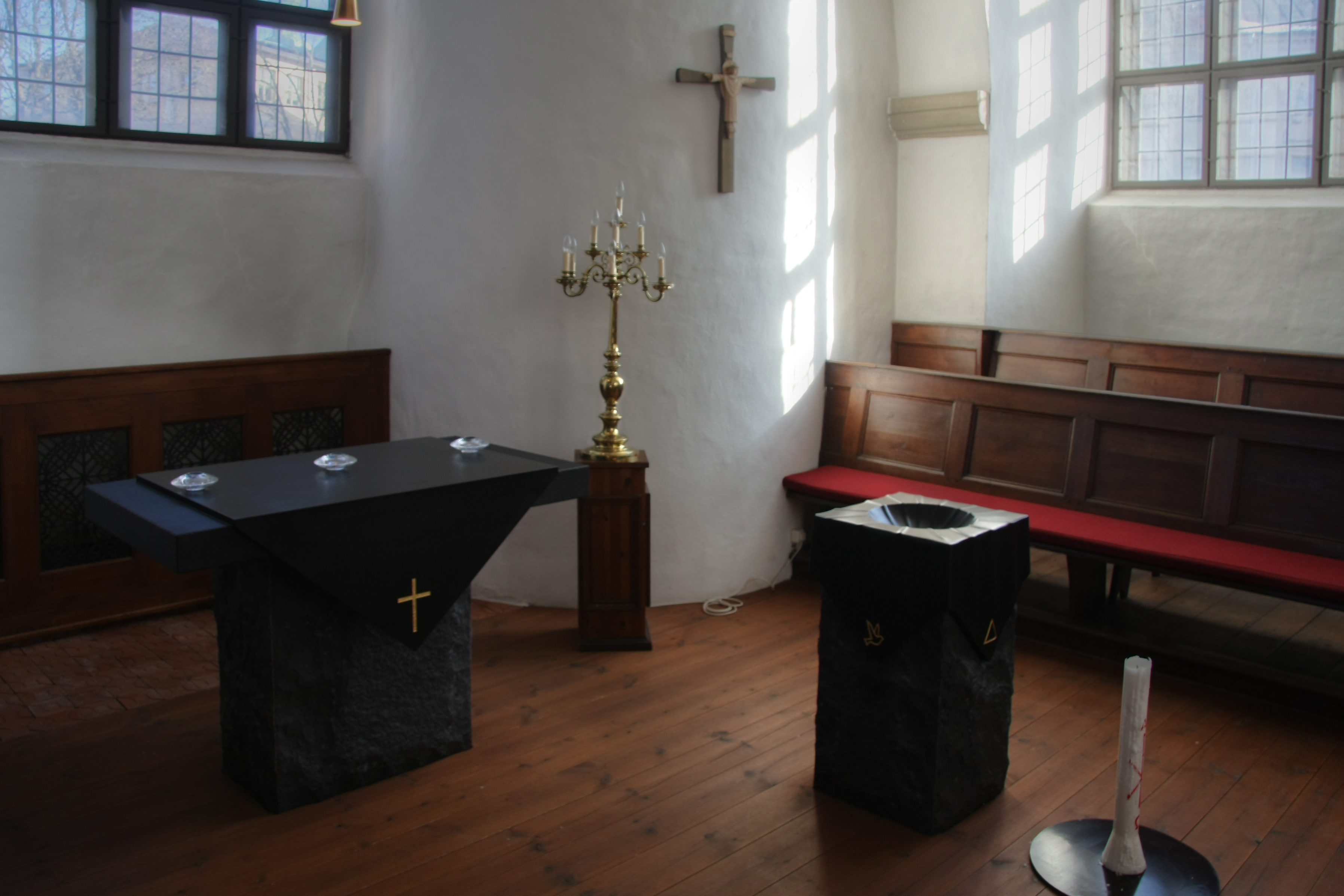
Sidokapell i modernare stil
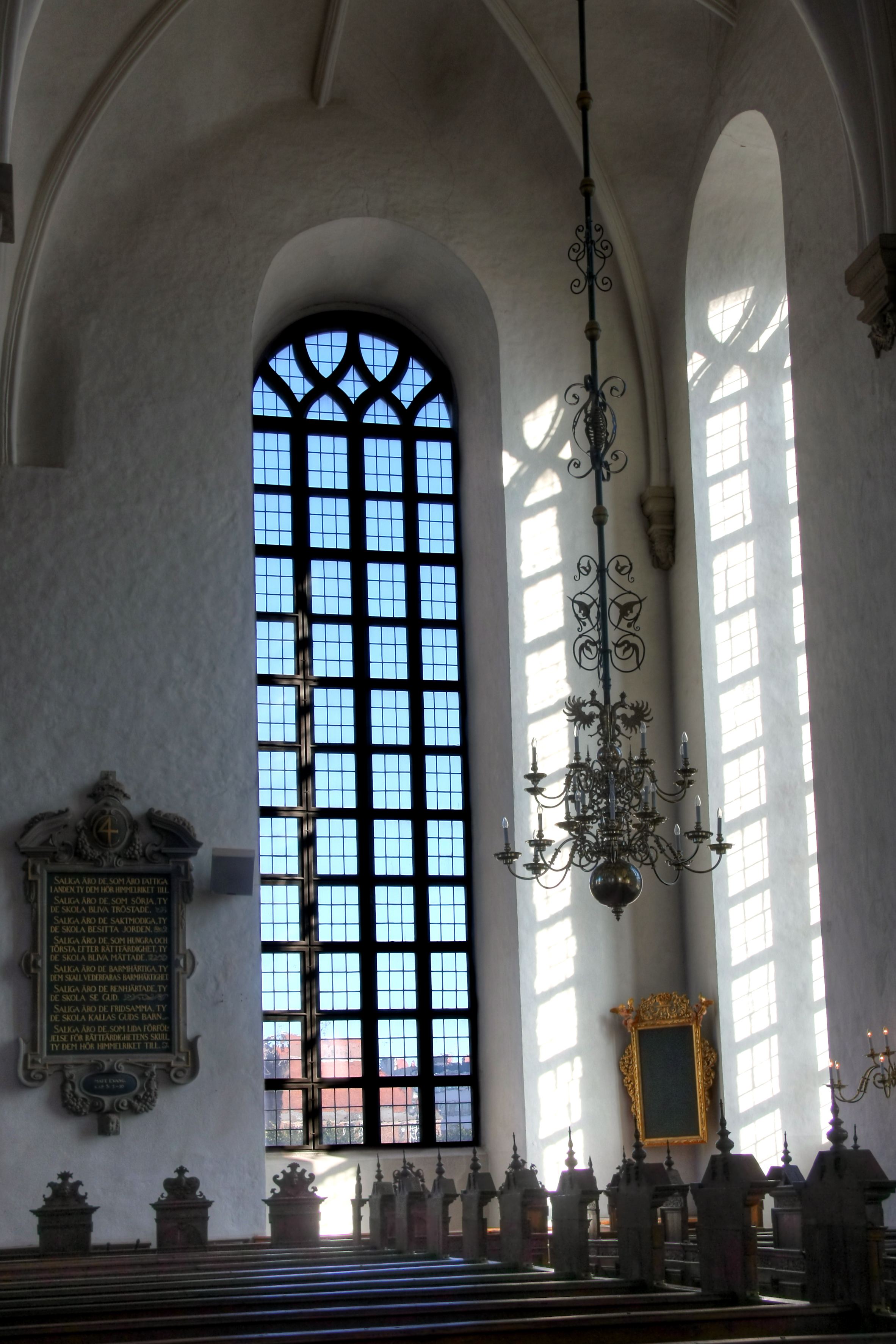
Fönster
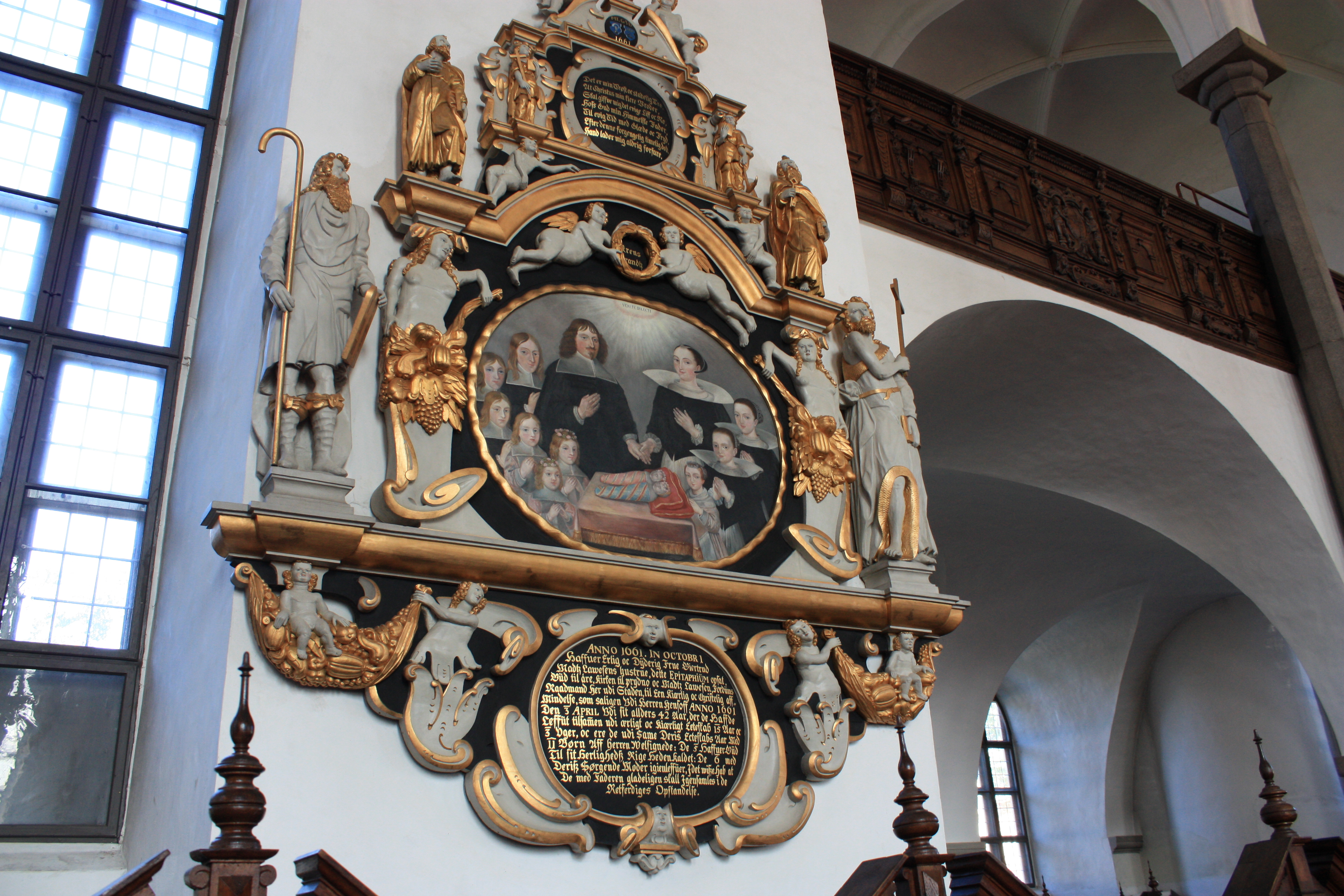
Epitafium
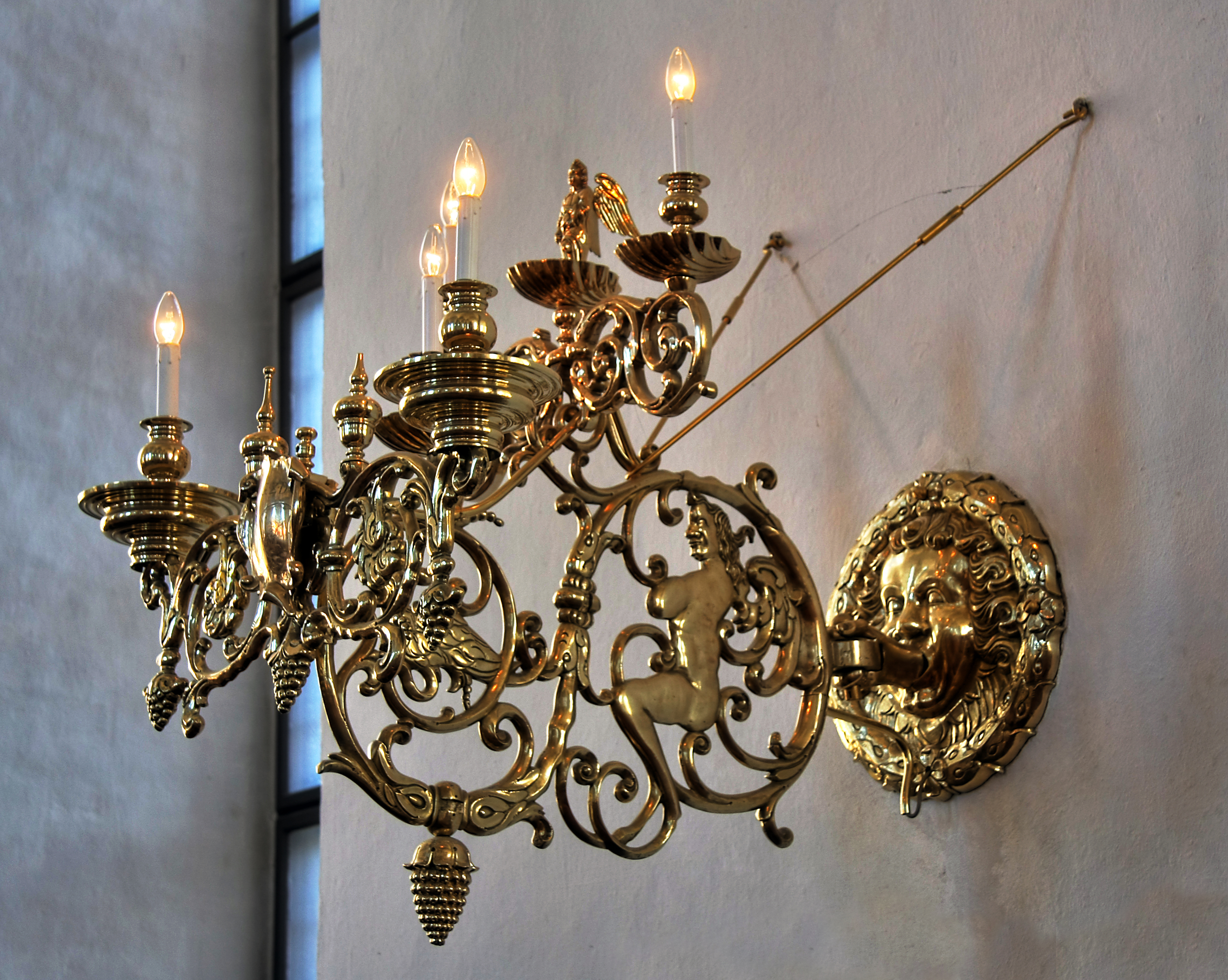
Väggkandelaber
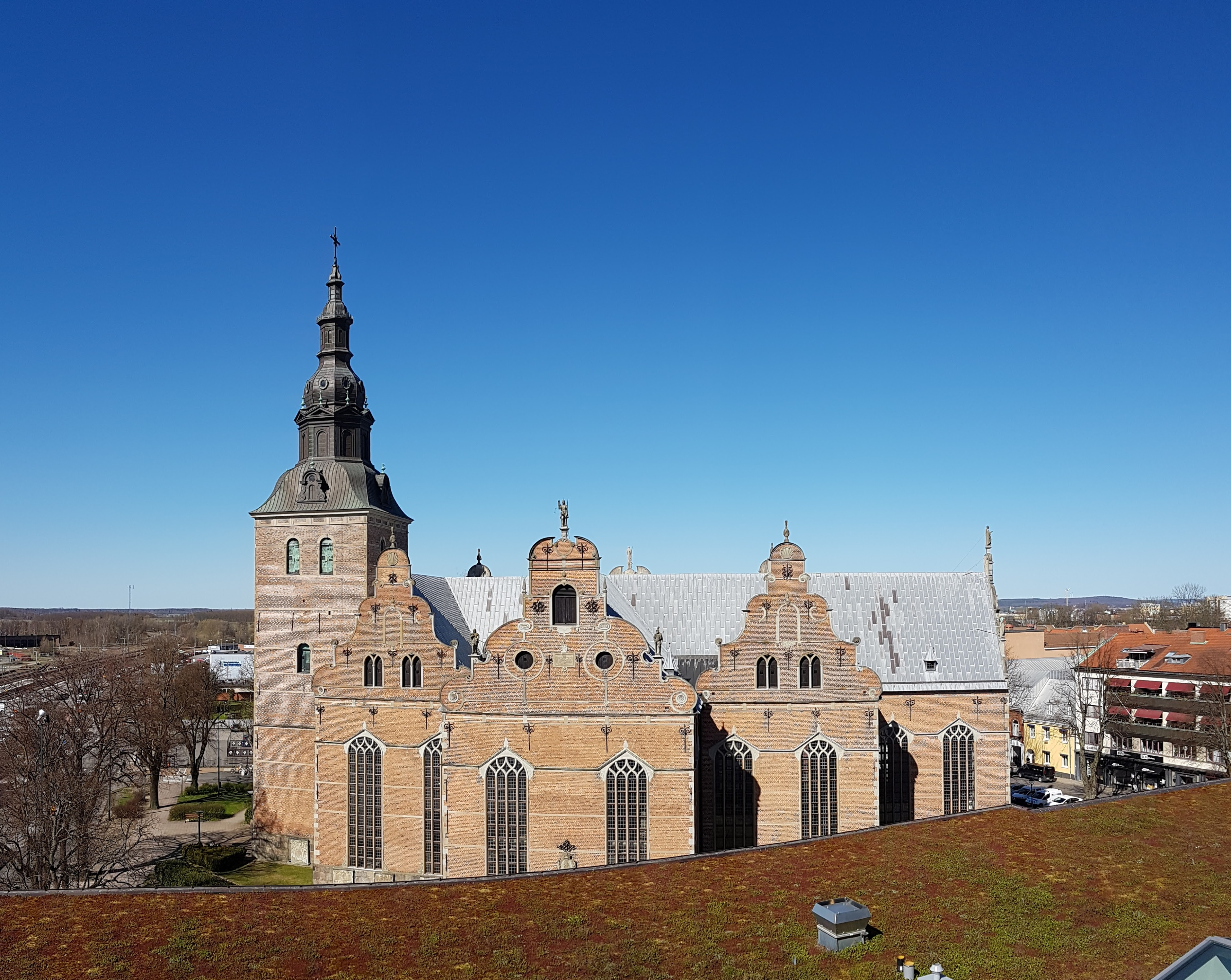
Kyrkans södra fasad
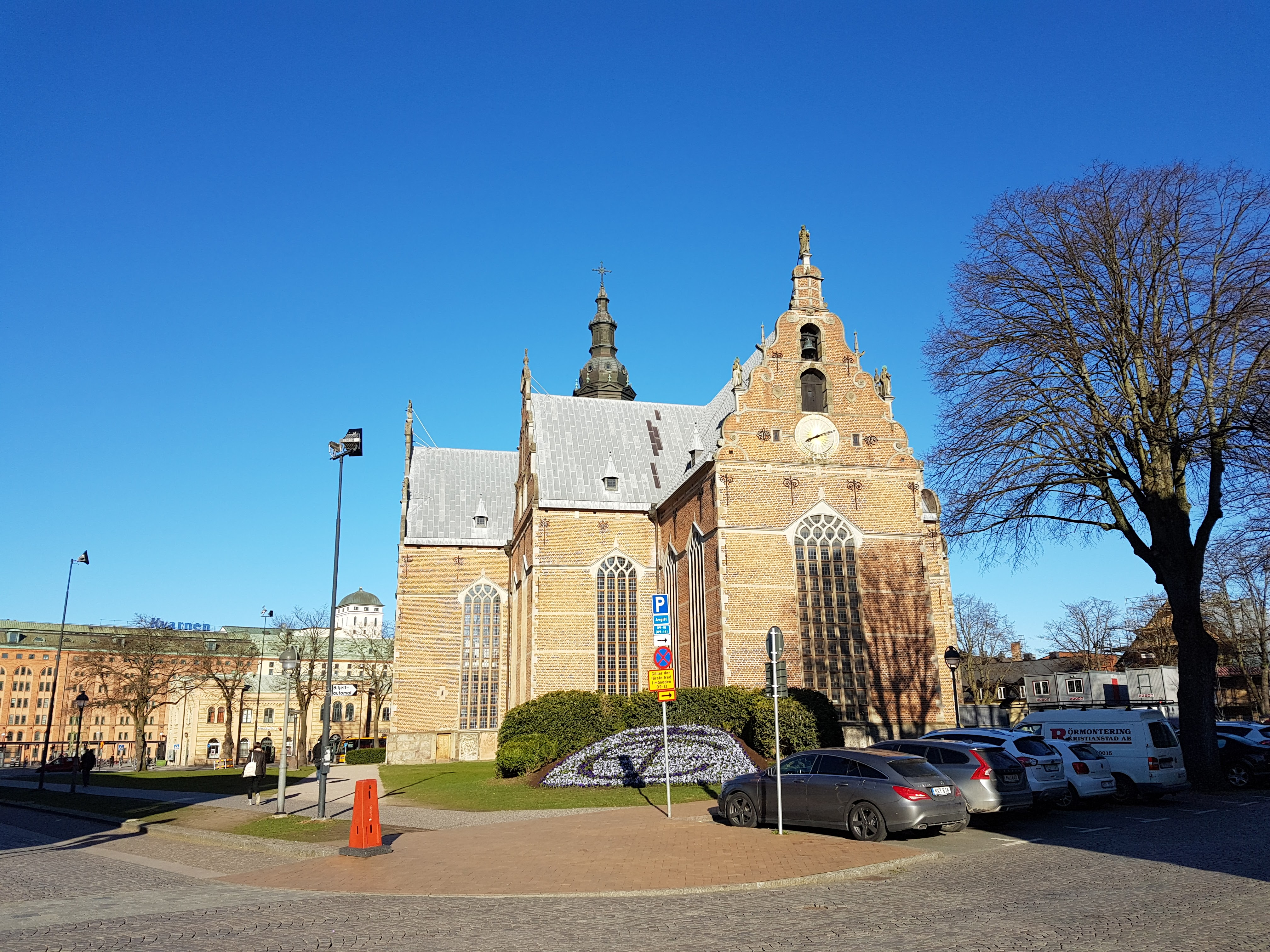
Kyrkans östra fasad
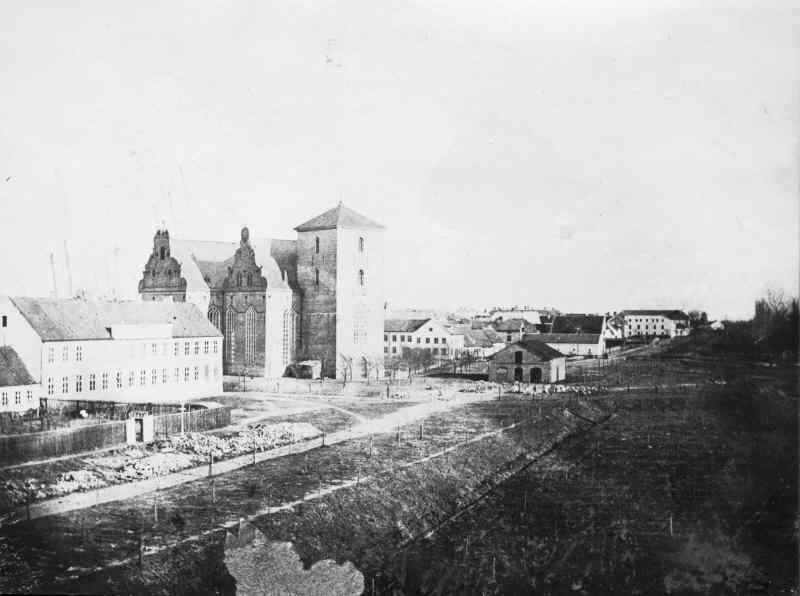
Kyrkan innan ombyggnaden av tornet 1888.